# Histoire de la Corrèze
Le département de la Corrèze est l'un des trois départements de la région administrative du Limousin qui a été créé à la Révolution française, le 4 mars 1790, en application de la loi du 22 décembre 1789, à partir d'une partie de la province du Limousin.

## Histoire

### De la préhistoire auXIIIesiècle
La partie basse du département a été occupée par l'homme primitif dès la fin de l'ère quaternaire. La vallée de Planchetorte, un site inscrit au sud de Brive-la-Gaillarde, est un haut lieu de la Préhistoire comparable au site des Eyzies, avec une centaine de grottes dont de nombreuses sont des sites préhistoriques, y compris la grotte de Font-Robert et la grotte de Font-Yves qui ont donné leurs noms à deux types de pointe ; certaines y ont été découvertes seulement récemment, comme la grotte Bouyssonie en 2005. D'autres traces de peuplement remontent à l'époque paléolithique. On a trouvé la présence de l'homme de Néandertal sur le site moustérien de la Chapelle-aux-Saints.
Les premiers peuples du Limousin dont on peut retrouver quelques traces dans des annales historiques sont les « Galls » qui deviendront les  Gaulois , les Kymris, les Romains, les Germains, les Francs.
La tribu qui habitait le territoire au moment de la conquête romaine était celles des Lémovices comme en témoignent les objets rituels uniques au monde retrouvés sur le site de Tintignac. Le territoire qu'elle occupait était beaucoup plus étendu que celui de l'ancienne province du Limousin car il empiétait sur les actuels départements du Lot, du sud-est du Cantal et de la Dordogne.

Le pays comportait plusieurs fortifications gauloises comme :
- l'oppidum du Puy du Tour[4], datant de la Tène ancienne, voire de l'Halstatt.
- l'oppidum d'Yssandon[5],[6],
- l'oppidum du Charlat également appelé oppidum du Camp de César[7],[8],[9],
- l'oppidum de Roche de Vic[10].

Lorsque Jules César à la tête de ses légions, marcha à la conquête de la Gaule, il rencontra la plus énergique résistance chez ces peuplades et unies en une seule nation par Vercingétorix nommé généralissime. Les Lémovices envoyèrent 10 000 guerriers au secours d'Alésia sous le commandement de Sedullix qui y fut tué.
Le Cadurque Lucterios était parvenu à s'échapper du désastre d'Alésia. Il alla s'enfermer dans Uxellodunum (ville aujourd'hui détruite) qui occupait, selon quelques archéologues, l'emplacement du Puy d'Issolud (commune de Vayrac, dans le Lot). Assiégé par César, il fut obligé de se rendre.
Après la conquête romaine, la Gaule tout entière ayant été partagée en provinces, la Corrèze fit partie de l'Aquitaine jusqu'au Ve siècle, mais la romanisation y fut lente.
Le Christianisme est apporté notamment par Saint Martial, premier évêque de Limoges, au IIIe siècle. La tradition lui attribue de nombreux miracles opérés à Tulle et dans les environs. Elle constate, en outre, le martyre, aux portes de Briva-Curretia, de sainte Ferréole, et, dans la ville même, le 9 août 407, celui de Saint Martin de Brive. Noble espagnol et disciple de Saint Martin de Tours, il venait d'y renverser les idoles du paganisme. La christianisation se poursuit du Ve au XIIIe siècle.
À l'époque des invasions barbares, la Corrèze est d'abord envahie et saccagée par les Vandales et les Alains, puis par les Wisigoths qui persécutèrent les Chrétiens. En 507, Clovis, roi des Francs, appelé par les évêques du Midi, marche contre les persécuteurs et les défait complètement à la bataille de Vouillé, près de Poitiers, en tuant de sa propre main leur roi Alaric.
Au partage de la monarchie, elle fait partie du royaume de Paris, qui avait pour roi Caribert, puis, à la mort de ce dernier, elle passe sous la domination de Chilpéric, roi de Soissons.
En 584, un fils naturel de Clotaire, Gondovald, revenu de Constantinople pour faire valoir ses droits sur l'Aquitaine, se fit proclamer roi à Brive. Les soldats de Gontran, roi de Bourgogne, l'assiégèrent à Lugdunum Convenarum et le précipitèrent du haut d'un rocher.
La Corrèze est ensuite ravagée par les Sarrasins. Réunie à l'Aquitaine sous les ducs Hunald et Waïfre, ceux-ci firent à Charles Martel et à Pépin le Bref une longue guerre, terminée seulement sous Charlemagne.
Charlemagne établit alors dans le pays des comtes ou gouverneurs, qui furent à l'origine des grandes familles féodales de Ségur, de Turenne, de Ventadour et de Comborn. Il place la Corrèze dans le royaume d'Aquitaine, qu'il donne à son fils Louis le Débonnaire. Celui-ci, à son avènement au trône, en 814, abandonna l'Aquitaine à son fils Pépin Ier. Pépin II, fils de Pépin Ier, est proclamé roi d'Aquitaine par les seigneurs du pays, qui aspiraient à une principauté indépendante. Charles le Chauve, par le traité de Saint-Benoît-sur-Loire, en 845, lui cède l'Aquitaine, à condition qu'il reconnaisse sa suzeraineté. Pépin s'étant révolté en 850 est défait par Charles, qui le fait enfermer à Senlis en 853.

Profitant de ces troubles, les Vikings, envahirent le pays, qu'ils pillèrent et incendièrent. Raoul de Bourgogne les attaqua et les défit à la sanglante bataille d'Estresses (sur le territoire du château d'Estresse), près de Beaulieu.
En 994, la Corrèze, mais également le Limousin ou l'Aquitaine par exemple, sont frappés par une épidémie du mal des ardents, qui est à l'origine des ostensions limousines.
A l'avènement de Hugues Capet au trône de France, les comtes de Poitiers et de Toulouse, se déclarèrent indépendants et entraînèrent à leur suite les principaux seigneurs de la Corrèze, qui méconnurent l'autorité royale jusqu'au moment du mariage de Louis VII le Jeune avec Aliénor d'Aquitaine, en 1137.
En 1152, le concile de Beaugency ayant prononcé le divorce des deux époux, Éléonore, devenue libre, épousa quelque temps après Henri Plantagenet, qui, en 1155, devint roi d'Angleterre. La Corrèze passa alors au pouvoir des Anglais. En 1202, les barons du Poitou et d'Aquitaine s'étant soulevés contre Jean sans Terre, appelèrent à leur secours Philippe Auguste, qui le chassa d'Aquitaine.
En 1233, une nouvelle épidémie d'ergotisme sévit dans la zone de l'actuel département .
La Corrèze appartint aux rois de France jusqu'au 12 mars 1259, époque à laquelle Louis IX, par scrupule de conscience, conclut avec Henri III d'Angleterre un traité par lequel il restituait à ce prince le Quercy, le Limousin, l'Agenais et une partie de la Saintonge. 
En 1284 une tempête de grêle, accompagnée de violents coups de tonnerre, ravage la Corrèze.
En 1294, les Anglais furent presque entièrement chassés de la Guyenne, et la Corrèze repassa sous la coupe des rois de France.

### Les quatre vicomtés du Bas-Limousin
La Corrèze reposait durant le Moyen Âge sur quatre seigneuries distinctes.
Cet ensemble, appelé Bas-Limousin, appartenait au gouvernement du Limousin. Il était composé de : 
- la vicomté de Turenne (au Sud-Ouest), indépendante jusqu'en 1738,
- la vicomté de Ventadour (à l'Est),
- la vicomté de Comborn (centre-Nord),
- une partie de la vicomté de Ségur, autour de Pompadour et Ségur (au Nord-Ouest).

### De la fin du Moyen Âge à la Révolution

Carte de la Corrèze (1790)

La guerre et le brigandage sévirent en permanence jusqu'au règne de Charles VII.
Le XIVe siècle fut marqué par l'élection papale de Clément VI et Grégoire XI de Rosiers-d'Égletons, Innocent VI de Beyssac, papes corréziens en Avignon, qui entraîna une ère de prospérité pour la région. De nombreux Limousins devinrent évêques ou s'enrichirent aux côtés des papes.
Durant la guerre de Cent Ans, de 1337 à 1453, la Corrèze affirme son attachement à la France et subit continuellement les incursions anglaises avec les pillages et mises à sac des villages que les habitants fuient en laissant leurs animaux. Les déplacements de villages à villages, ainsi que les travaux dans les champs, deviennent périlleux en raison du nombre de routiers ou de brigands qui parcourent la contrée. Les paysans sont enlevés, torturés, jusqu'au paiement, hypothétique, d'une rançon.
En 1335, Philippe VI visite Brive, qu'il fait fortifier ainsi que plusieurs autres villes de la région. Le 1er novembre 1346, les Anglais s'emparent de Tulle, d'où le duc d'Armagnac les expulsait quelques jours après.
En 1346, les Anglais assiègent et prennent Tulle. Il en seront chassés par la milice locale.
En 1346, début de l'épidémie de la peste noire qui ravagera Marseille et l'Europe et qui éliminera près d'un tiers de la population française. Pas moins de 35 épidémies de peste sont dénombrées de 1346 à 1452.
La défaite de Poitiers, le 19 septembre 1356, suivie du traité de Brétigny (18 mai 1360), replace la Corrèze sous la domination anglaise.
L'hiver 1361-1362 est très neigeux et dure jusque fin mars.
En 1369, les Anglais assiègent et prennent de nouveau Tulle avant d'en être à nouveau chassés, définitivement, par la milice locale.
En 1372 Bertrand Du Guesclin entre en campagne dans le Poitou, le Berry, l'Aunis, le Limousin et la Saintonge. Il assiège les Anglais dans Ussel et les chasse de la vicomté de Ségur. À peine les Anglais étaient-ils installés à Tulle qu'ils en furent expulsés par les habitants des campagnes voisines. 
De 1373 à 1375 la famine et la peste sévissent de nouveau en Corrèze, Limousin et France en raison des méfaits de la guerre de Cent Ans.
En 1374, Brive accueillit le duc de Lancastre, frère du prince Noir, et résiste aux sommations de Louis duc de Bourbon, qui parut peu de temps après devant ses murs. Les Français attaquèrent la ville, la prirent et en décapitèrent les principaux magistrats, près de la porte Barbecane, qui avait donné passage aux Anglais et qui fut murée.
En 1381, la famine sévit de nouveau.
Durant l'hiver 1407-1408, il gèle, sans discontinuer de novembre à la Chandeleur.
Malgré les calamités du règne de Charles VI, les Anglais n'obtinrent dans la Corrèze aucun succès important. Sous le règne de Charles VII, ils durent se retirer devant le roi et Dunois. Charles VII vint visiter le Limousin en 1441.
De 1452 à 1455, une nouvelle épidémie de peste, touche la ville de Tulle.
En 1463, l'hiver est de nouveau rude et la neige tombe abondamment. Cette même année, Louis XI visite le Limousin et séjourne à Brive, à Donzenac et à Uzerche, acclamé par la population. En même temps, il rétablit à Brive et à Uzerche les assises de la sénéchaussée du Limousin, qui avaient été transférées à Tulle sans autorisation royale.
En 1465, la Ligue du Bien public, ne trouve pas d'écho dans le Limousin.
En 1478, la peste réapparaît.
Sous Charles VIII, Louis XII et François Ier, un calme profond régna dans la Corrèze. 
En 1547-1549, la peste fait de nouveaux ravages.
Sous Henri II, le protestantisme s'y étant répandu, y fit plusieurs adeptes, parmi lesquels Henri de la Tour, vicomte de Turenne, dont l'influence était grande dans le pays; Argentat, Beaulieu et Uzerche suivirent sa cause. Biron, Coligny et Henri de Navarre, répondirent à l'appel d'Henri de la Tour, devenu en 1591, duc de Bouillon.
En 1552 la réforme protestante fait son apparition à Treignac.
En 1563, la peste fait sa réapparition.
En 1567, lors de la deuxième guerre de religion des croix sont renversées à Treignac.
Les Protestants, sous la conduite des princes de Condé et de Coligny, ayant été défaits, le 15 mars 1569, à la bataille de Jarnac, les vaincus se retirèrent dans le Limousin. Ils occupent Lubersac, Juillac et Saint-Bonnet-la-Rivière. Coligny s'empara de Beaulieu et livra cette ville au pillage. Quelques années après, Tulle fut prise d'assaut par La Morie, mestre de camp du vicomte de Turenne.
De 1570 à la Révolution française, 21 inondations de la rivière Corrèze sont recensées.
En 1570 des missionnaires protestants évangélisent Madranges, Affieux, Veix et plusieurs autres paroisses situées à proximité de Saint-Augustin.
En 1575, durant les guerres de Religion, le ligueur catholique Louis de Pompadour, baron de Treignac entre en conflit avec le vicomte de Ventadour, Gilbert III, gouverneur du Limousin et chef des protestants. Après plusieurs revers, Louis de Pompadour décide de déloger les protestants installés plus particulièrement à Saint-Jacques-de-la-Monédière, entre Veix et Chaumeil, dans le massif des Monédières en l'incendiant. L'incendie, non maitrisé, prend alors des proportions inattendues. Outre la forêt, le feu se propage et ravage les villages alors couvert de toits de chaume. Des villages comme le Bos, le Méteil sont entièrement détruits. Le feu s'étend à 80 kilomètres à la ronde, ainsi la paroisse de Veix est en flamme ainsi que le plateau de Millevaches, la Feuillade, Saint-Jacques des Monédières, Saint-Augustin, Chaumeil, Tarnac… Les Protestants sont vaincus, mais le massif des Monédières dépouillé de sa forêt en presque totalité ne retrouvera plus sa richesse d'antan et restera une lande.
Toujours à cette époque commence une suite continuelle de surprises et d'escarmouches qui durèrent pendant tout le règne d'Henri III. Une famine cruelle se fit sentir en Limousin. Brive est prise, le 24 juin 1577, par le duc de Biron. Un mois après, un autre chef protestant, Vivans, y commit d'abominables excès. Mais le 22 novembre 1589, Brive, qui s'était déclarée pour Henri IV, repoussa victorieusement une attaque des Ligueurs. Henri IV, en pacifiant la France, rendit la tranquillité à ces contrées ; héritier par son grand-père de la vicomté de Limoges, il la réunit à la Couronne.
En 1588, nouvelle épidémie de peste.
Intégré par mariage aux immenses domaines des Albret, la vicomté de Limoges et le Limousin, furent rattachés au domaine royal français en 1607 sous le règne d'Henri IV.
Les 16 et 17 juillet 1613 de violents orages provoquent une nouvelle crue de la Corrèze.
En 1625 le Bas-Limousin est ravagé par la dysenterie.
Sous Louis XIII, quelques seigneurs mécontents se révoltèrent en 1628, mais Richelieu, qui venait de prendre La Rochelle, leur prouva que le temps des rébellions était passé.
En 1631, 2 500 personnes meurent à Tulle de la peste et de la famine.
Le 16 mai 1637, une tempête arrache « tous les arbres des boys, tellement que du vivant de ceux qui sont, il ne se vit un tel dégast ».
De 1692 à 1694 la population est décimée par des épidémies provoquées par des intempéries incessantes. En 1694, Louis de Bernage intendant du Limousin indique effrayé « Partant d'Angoulême, plus j'ai approché de Limoges, plus j'ai trouvé de misère et de disette…; j'ai été effrayé, en abordant ici de la prodigieuse foule des pauvres… ».
En 1648, pendant la Fronde, la princesse de Condé se réfugia à Turenne pour y organiser la guerre civile. En apprenant que les troupes du prince Thomas de Savoie venaient d'entrer à Brive, le duc de Bouillon marcha sur cette ville et s'y fit livrer cent cinquante chevaux du prince de Savoie avec la plupart de ses hommes d'armes.
Le XVIIIe siècle vit l'essor de l'industrie et de l'agriculture sous l'administration des intendants (dont Turgot).
Le 16 août 1756, la crue de la Solane détruisit des ponts, des maisons et provoqua la noyade de 11 personnes à Tulle.
Le 8 mai 1758, Charles Godefroy, duc de Bouillon, vend la vicomté de Turenne à Louis XV.
Le loup enragé de Cornil concerne un loup qui au XVIIIe siècle a terrorisé la population dans la commune de Cornil.
En 1789, la région de Bassignac-le-Bas est touchée par une tempête et par un orage de grêle.
Le département de la Corrèze est créé en 1790 par la réunion du bas Limousin de territoires détachés du Quercy et du Périgord avec chef-lieu à Tulle et districts à Brive, Ussel et Uzerche.
Les événements de la Révolution n'eurent pas dans le département un grand retentissement. Le décret qui organisa le département fit de Tulle le chef-lieu et excita d'abord la jalousie de Brive qui se considérait comme devant plus justement devenir le chef-lieu du bas Limousin.

### XIXesiècle
De 1791 à 1793, les 4 districts (Uzerche, Ussel, Tulle et Brive) du département de la Corrèze fournissent 5 bataillons de volontaires nationaux :
- Le 1er bataillon de volontaires de la Corrèze qui servent à l'armée du Rhin et combat à Stromberg, Bingen et Wissembourg.

Pendant 4 ans, les paysans livrent la guerre aux étangs qui appartiennent à l’Église : la moitié des étangs du département sont vidés par ouverture d’une tranchée dans le talus qui retenait l’eau. Le poisson qui était élevé dans les étangs est vendu ou consommé lors de festins fraternels.
Les 27, 29 mai et 1er juin, la région de Brive est touchée par des tempêtes et par des orages de grêle qui arrachent des arbres et des vignes.
En 1818, le département subit des ouragans et des inondations.
Lors des révolutions de 1830 et de 1848 ne trouvèrent pas d'écho dans la population de la Corrèze. La guerre de 1870 n'eut aussi qu'un contre-coup lointain, dont les habitants économes vivaient dans une modeste aisance, grâce aux travaux d'agriculture.
En 1832 une épidémie de choléra fait son apparition.
En mai et juin 1856? le département de la Corrèze subit une inondation spectaculaire.
Durant la guerre franco-allemande de 1870, des patriotes volontaires du département forment 2 bataillons de la garde nationale mobile qui, sous les noms de 1er et 2e bataillons de mobiles de la Corrèze, prennent part, en particulier, à la bataille du Mans.
En juin 1875, a lieu une nouvelle inondation : le quartier du Trech à Tulle ainsi que les ateliers de la manufacture d'armes sont évacués et le pont Charlat est emporté.
Le 20 février 1879, la région de Brive est frappée par une tempête qui arrache les ormes des boulevards de la ville et emporte les toitures et les cheminées.
En 1898, à Tulle, la Solane emporte l'écluse de l'hôpital et la Céronne inonde la manufacture d'armes.

### XXesiècle
Le 17 juin 1911, les cantons de Vigeois, de Seilhac, d'Uzerche… subissent de gros dégâts à la suite d'un très gros orage.
Les 22 et 24 mars 1912, la Corrèze est en crue et occasionne beaucoup de dégâts.
Le 17 septembre 1921, les cantons de Beynat, de Tulle-Nord et de Brive-Sud sont frappés par un orage puis par une tempête. La Corrèze entre en crue et détruit l'usine à papier Cassard située au Pont de la Gare d'Aubazine. La rivière atteint 3,56 m à Brive.
Le 22 août 1922 le canton de Meyssac est ravagé par un ouragan.
Du 1er au 10 mars 1930 à la suite d'importantes pluies la Corrèze est de nouveau en crue.
Les 12 et 13 juillet 1932, le pont de Cerice à Tulle est emporté à la suite d'un violent orage et de la crue de la Corrèze.
Le 27 mars 1936, le barrage de Marèges est évacuée à la suite d'une grosse crue de la Dordogne.

#### Seconde Guerre mondiale

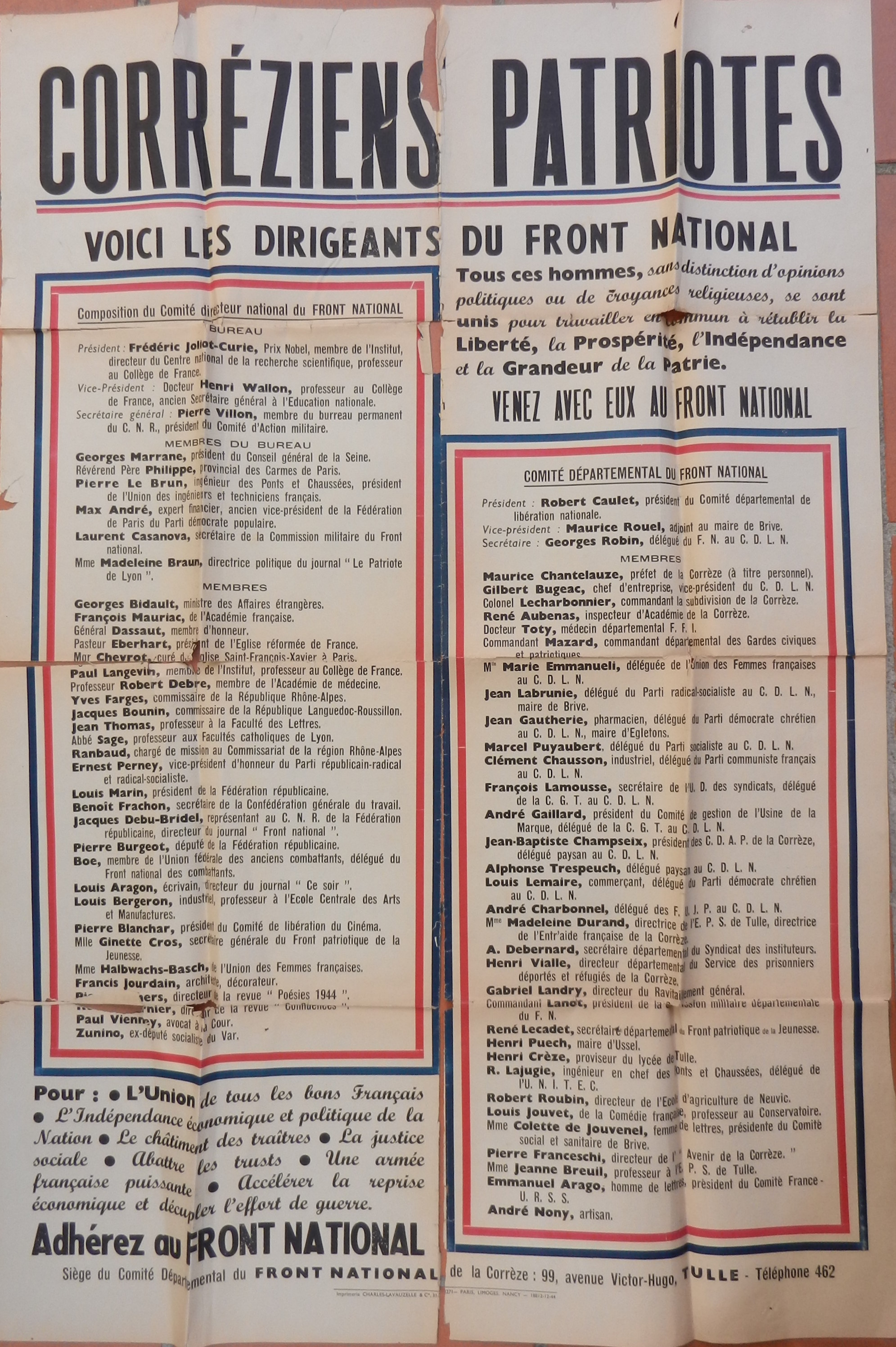
Affiche du Front national placardée en Corrèze.

À partir de l'armistice de juin 1940, le département se situe en zone libre. À la suite du débarquement anglo-américain effectué le 8 novembre 1942 en Algérie et au Maroc, les Allemands envahissent la zone libre le 11 novembre et s'installent en Corrèze.
Durant l'occupation de la France par l'Allemagne, la Corrèze, au sein du maquis du Limousin, fut l'un des centres des plus importants de la Résistance intérieure française au cours de la Seconde Guerre mondiale. Les maquis de l'Armée secrète (AS) et des Francs-tireurs et partisans (FTP) qui ont à leurs actifs un grand nombre d'actions de résistance furent pourchassés par les divisions Jesser et Brehmer de mai à août 1944.
Le 9 juin 1944, la division SS Das Reich, massacre la population à Tulle.
À la fin de 1944, les FFI du département comptent 13 965 membres.
En septembre-octobre 1944, ces FFI sont amalgamés à l’armée régulière, qui constitue provisoirement un régiment Corrèze-Limousin qui est envoyé combattre en Alsace.